# Handelsbrauch
Ein Handelsbrauch (auch Usance, [yˈzãːs] oder [u'zãːs], französisch usage commercial, deutsch Usanz, [uː'zanʦ], englisch trade practice) liegt im Handel vor, wenn es sich um eine bei Handelsgeschäften der Kaufleute untereinander verpflichtende Regel handelt, die auf einer gleichmäßigen, einheitlichen und freiwilligen tatsächlichen Übung beruht, die sich innerhalb eines angemessenen Zeitraumes für vergleichbare Geschäftsvorfälle gebildet hat und der eine einheitliche Auffassung der Beteiligten zugrunde liegt. Diese vom Bundesgerichtshof (BGH) im Mai 1984 vorgenommene Definition stellt gleichzeitig die Voraussetzungen auf, unter denen Handelsbräuche zustande kommen.

## Etymologie
Die Worte „Brauch, Sitte“ (lateinisch Usus) führten vor 1553 zum niederländischen Lehnwort usantye für den Wechselbrauch, das Philipp Hainhofer 1610 in Deutschland als „Usus“ übernahm. Der „Usowechsel“ war ein Wechsel, dessen Zahlungszeit nach „Uso“ (Ortsbrauch) festgesetzt ist. In Frankreich übernahm man das Wort als französisch usance. Erst um diese Zeit kam im Jahre 1599 das Wort Handelsbrauch in Niederösterreich auf. Während sich „Uso“ oder „Usantz“ bei Wechseln verfestigte, umfasste der Handelsbrauch die allgemeinen Gepflogenheiten der Kaufleute.

## Geschichte
Das ADHGB übernahm im Mai 1861 den „Handelsgebrauch“ in Art. 279 ADHGB: „In Beziehung auf die Bedeutung und Wirkung von Handlungen und Unterlassungen ist auf die im Handelsverkehr geltenden Gewohnheiten und Gebräuche Rücksicht zu nehmen.“ Allerdings war er nur anwendbar, wenn seine Geltung von den Parteien ausdrücklich gewollt war. Das Reichsoberhandelsgericht (ROHG) ging im Juni 1872 davon aus, dass das Gesetz mit „Handelsgebräuche“ bloß das „Handelsgewohnheitsrecht“ und nicht auch die „tatsächlichen Handelsgebräuche“ meinte. Dem schloss sich das Reichsgericht (RG) im Juni 1899 an. Danach war jeder „durch langdauernde Übung … herausgebildete Rechtssatz“ ein Handelsbrauch. Bereits 1864 wurden Handelsbrauch und Usance als Synonyme benutzt, als der Jurist Levin Goldschmidt darauf hinwies, dass für Usancen eine Übung in Handelssachen erforderlich sei.
Der Staatsrechtslehrer Paul Laband trennte im Jahre 1873 in seiner Abhandlung „Die Handelsusance“ wieder zwischen Geschäftsgebrauch und Usance, wonach der Prototyp der Usance der Geschäftsgebrauch sei, der zwischen zwei Kaufleuten in ihrem dauernden gegenseitigen Geschäftsverkehr bestehe. Er unterschied beide voneinander, denn der Geschäftsgebrauch sei auf einen engen Personenkreis beschränkt, während die Usance die Allgemeinheit umfasse. Für Max Weber war 1894 die Usance ein technischer Begriff für den Handelsbrauch. Handelsübung (Usance) war 1934 die besondere Verkehrssitte des Handelsstandes. Franz Schlegelberger und Wolfgang Hefermehl sahen 1937 einen Unterschied zwischen Handelsbrauch und Usance darin, dass ersterer ermittelt und festgestellt, letztere aber als Geschäftsbedingung festgesetzt werde. Doch im Jahre 1965 stellte Schlegelberger fest, dass der Begriff Usance vielfach gleichbedeutend für Handelsbrauch verwendet werde und verwies dabei auf eine BGH-Entscheidung. Die Handelssitte (Handelsbrauch, Usance) ist kein objektives Recht, sondern gilt als vermuteter Parteiwille.

## Allgemeines
Die Einordnung von Handelsbräuchen wird durch die Rechtswissenschaft vorgenommen. Als Rechtsquellen gibt es (geschriebenes) Recht in Form von Gesetzen und Verordnungen und ungeschriebenes Recht, das durch ständige Übung in Form des Gewohnheitsrechts vorkommt. Letzteres führt wie das geschriebene Recht für die Beteiligten zu rechtswirksamen Willenserklärungen. Während Gewohnheitsrecht sogar geschriebenes objektives Recht abändern kann (derogatorische Kraft des Gewohnheitsrechts), gilt dies jedoch nicht für Verkehrssitten, zu denen Handelsbräuche gehören, und damit auch nicht für Handelsbräuche. Ein Handelsbrauch kann jedoch zur Rechtsnorm und damit zur Rechtsquelle werden, indem er zu Gewohnheitsrecht wird.
Ein Handelsbrauch ist abseits von bestehenden Rechtsnormen eine verpflichtende Regel, die auf einer gleichmäßigen, einheitlichen und freiwilligen Übung beruht. Eine tatsächliche Übung entsteht erst über viele Jahre hinweg und muss sich im Handelsverkehr durchsetzen. Die beteiligten Kaufleute müssen ihr zustimmen und freiwillig folgen. Der Handelsbrauch gilt nur unter Kaufleuten, Verbraucher sind lediglich einer gewöhnlichen Verkehrssitte nach § 157, § 242 BGB unterworfen.

## Rechtsfragen
Die für Handelsbräuche zentrale Vorschrift des § 346 HGB verlangt, dass unter Kaufleuten „in Ansehung der Bedeutung und Wirkung von Handlungen und Unterlassungen auf die im Handelsverkehr geltenden Gewohnheiten und Gebräuche Rücksicht zu nehmen“ ist. Der Handelsbrauch ist die Verkehrssitte des Handelsverkehrs. Die Vorschrift betrifft daher auch Wirkungen, die Handlungen und Unterlassungen, ohne Willenserklärungen zu sein, haben können.
Bei der Anwendung von Handelsbräuchen sind die örtlichen, persönlichen und sachlichen Voraussetzungen zu prüfen:

### Örtlicher Anwendungsbereich
Die erste Voraussetzung für die Entstehung eines Handelsbrauchs ist eine tatsächliche Übung. Diese muss sich nicht auf das gesamte Staatsgebiet (wie etwa das Bundesgebiet) erstrecken, sondern kann sich auch auf eine bestimmte Region (etwa Norddeutschland) oder sogar nur einen bestimmten Ort (das Handelsrecht spricht vom „Ortsgebrauch“) beschränken. Der gemeinsame engere (lokale) Handelsbrauch geht dem überörtlichen Handelsbrauch im Zweifel vor; so etwa bei der lokalen Verkehrssitte.

### Persönlicher Anwendungsbereich
Handelsbräuche gelten nur unter Kaufleuten. Ist ein Nichtkaufmann am Geschäft beteiligt, können Handelsbräuche dennoch zur Anwendung kommen, wenn sich der Nichtkaufmann den Bräuchen freiwillig unterwirft. oder der Handelsbrauch eine allgemeine Verkehrssitte darstellt. Ein Handelsbrauch kann sich nur innerhalb derjenigen kaufmännischen Verkehrskreise entwickeln, in denen Geschäfte der betreffenden Art üblich sind. Im Verhältnis zu einem nicht zu diesen Verkehrskreisen gehörenden Vertragspartner wird sich daher im Allgemeinen ein in den regelmäßig beteiligten Verkehrskreisen bestehender Handelsbrauch nicht anwenden lassen. „Verkehrskreise“ sind beispielsweise bestimmte Branchen wie der Möbelbau oder der Interbankenhandel. Die Zustimmung der beteiligten Verkehrskreise ist nicht allein deshalb zu verneinen, weil der Handelsbrauch vorwiegend den Interessen einer Vertragspartei dient. Auch ausländische Handelsbräuche können zu berücksichtigen sein. Ebenfalls ist es den Vertragsparteien möglich, die Geltung eines Handelsbrauchs auszuschließen. Wer sich dem Handelsbrauch nicht unterwerfen will, muss ihn ausdrücklich ausschließen.

### Sachlicher Anwendungsbereich
Handelsbräuche müssen Bestandteile von Handelsgeschäften sein. Für einige Handelsgeschäfte erkennt das HGB ausdrücklich (örtliche) Handelsbräuche an, etwa in § 59 HGB (Handlungsgehilfe), § 94, § 96 und § 99 HGB (Handelsmakler), § 359 Abs. 1 HGB (Handelsgeschäfte), § 380 Abs. 1 HGB (Handelskauf), § 393 Abs. 2 HGB und § 394 HGB (Kommissionär) und § 427 Abs. 1 Nr. 1 HGB (Frachtführer). Zwingendes Recht kann durch Handelsbräuche nicht abgeändert werden, dispositives Recht jedoch schon, „sofern nicht der Zweck des Gesetzes einen entgegenstehenden Handelsbrauch ausschließt“. Handelsbräuche dienen der Typisierung von Auslegungsregeln und Verhaltenserwartungen und wirken daher normativ, also auch ohne Kenntnis oder Unterwerfungswillen der Parteien. Besteht ein Handelsbrauch, so hat dies zur Folge, dass er auch ohne besondere Bezugnahme Inhalt der Vereinbarung zwischen den Kaufleuten geworden ist. Handelsklauseln werden automatisch zum Vertragsinhalt, weil sie zu den Handelsbräuchen gehören. Sind Verträge unter Kaufleuten auslegungsbedürftig, ist stets auf die Verkehrssitte Rücksicht zu nehmen. Was als Handelsbrauch zu qualifizieren ist, kann durch ein Gutachten der Industrie- und Handelskammern ermittelt werden.

## Arten
Zu unterscheiden ist zwischen nationalen und internationalen Handelsbräuchen, letztere beziehen sich auf den zwischenstaatlichen Handelsverkehr bei Exporten und Importen.
Zu den wichtigsten nationalen Handelsbräuchen gehören die branchenübergreifenden Handelsklauseln wie die Abrede „ab Werk“. Auch die Börsenusancen, die entweder auf einer einheitlichen, freiwilligen und dauernden tatsächlichen Übung im Börsenhandel beruhen oder als festgelegte Börsenbedingungen existieren und der Abwicklung von Börsengeschäften dienen, sind Handelsbrauch. Weitere nationale Handelsbräuche sind im Holzhandel die Tegernseer Gebräuche. Die Rechtsnatur der Grundsätze ordnungsmäßiger Buchführung (GoB) ist umstritten. Nicht im Gesetz stehende GoB können Gewohnheitsrecht sein, weniger gefestigte GoB gehören zu den Handelsbräuchen oder bloß zu den Verkehrsauffassungen.
Incoterms wie „Free on board“ sind ein international standardisierter und anerkannter Handelsbrauch, sie dienen als freiwillige Regeln zur Auslegung handelsüblicher Vertragsformeln im internationalen Warenhandel und werden seit 1936 von der Internationalen Handelskammer Paris veröffentlicht. Bei Commodities werden im internationalen Getreidehandel beispielsweise hauptsächlich die Usancen der Grain and Feed Trade Association verwendet, im Handel mit Ölsaaten die der ebenfalls aus dem englischen Rechtskreis entstammenden Regeln der Federation of Oils, Seeds and Fats Associations. Im deutschen Handel überwiegen für Getreide und auch für Ölsaaten die Einheitsbedingungen im Deutschen Getreidehandel, in der Schweiz die Usancen der Schweizer Getreidebörse in Luzern und in Österreich die Usancen der Börse für landwirtschaftliche Produkte in Wien. In der Schweiz gibt es zwar kein Handelsgesetzbuch, doch sind Handelsbräuche als „Handelsgebrauch“ in Art. 124 Abs. 3 und Art. 429 Abs. 2 OR und als „Geschäftsübung“ in Art. 184 Abs. 2, Art. 189 Abs. 1, Art. 201 und Art. 211 Abs. 2 OR geregelt. Sie sind auch in der Rechtsprechung anerkannt. Das Schweizerische Bundesgericht entschied im November 1965, dass Handelsbräuche nicht objektives Recht seien und auch nicht ohne weiteres als Vertragsinhalt gelten, aber die Parteien dann verpflichten, wenn diese sich ihnen durch übereinstimmende gegenseitige Willenserklärungen, sei es ausdrücklich, sei es stillschweigend, unterwerfen.
Nach Art. 9 Abs. 2 UN-Kaufrecht gilt mangels anderweitiger Vereinbarung, dass sich die Vertragsparteien in ihrem Vertrag oder bei seinem Abschluss stillschweigend auf Gebräuche bezogen haben, die sie kannten oder kennen mussten und die im internationalen Handel den Parteien von Verträgen dieser Art in dem betreffenden Geschäftszweig weithin bekannt sind und von ihnen regelmäßig beachtet werden.
Nicht zu den Handelsbräuchen gehören die Allgemeinen Geschäftsbedingungen (AGB), denn es sind typische Vertragsbestandteile, die nur durch ausdrückliche Vereinbarung (Einbeziehung) zum Vertragsinhalt werden. Sind AGB aufgrund ständiger Übung inzwischen zum Handelsbrauch geworden, dann erübrigt sich die Frage der Einbeziehung in einen Vertrag. Das trifft jedoch nicht auf Verbraucher zu, weil sie nicht Normadressaten von Handelsbräuchen sein können. Auch die Allgemeinen Deutschen Spediteurbedingungen gelten als AGB und sind deshalb kein Handelsbrauch.